# Il bracconiere
Il bracconiere è un film TV del 1970 diretto da Eriprando Visconti.